# Boyfriend (Alphabeat)
Boyfriend is een nummer van de Deense popgroep Alphabeat. In hun thuisland was het de eerste uitgebrachte single van hun debuutalbum This Is Alphabeat. In het buitenland werd het nummer Fascination de eerste single. Boyfriend wordt in Nederland uitgebracht als derde single van het album. Het is tevens de eerste single van de groep die door Radio 538 wordt uitgekozen als Alarmschijf.

## Videoclip
Er zijn tot nu toe drie verschillende videoclips verschenen voor Boyfriend. In Denemarken werd een clip uitgebracht waarin Alphabeat optreedt terwijl hun instrumenten op de muur getekend staan. Voor het Verenigd Koninkrijk werd een versie gemaakt waarin de groep optreedt voor een aantal taperecorders terwijl Anders SG,zanger van de band, vast komt te zitten in de tape. De derde versie is bijna gelijk aan de tweede, op het feit na dat hier niet de normale versie van het nummer te horen is, maar de officiële remix.

## Tracklist

### Cd Single
1. Boyfriend
2. Black & Gold (Radio 1 Live Lounge session)

### iTunessingle
1. Boyfriend
2. Boyfriend (Live @ Koko)
3. A Message
4. Boyfriend (videoclip)

### Standaard mixbundel
1. Boyfriend
2. Boyfriend Alex Metric Mix
3. Boyfriend Bloody Beetroot Mix
4. Boyfriend Dave Spoon Remix
5. Boyfriend Caged Baby Remix
6. Boyfriend Pete Hammond Mix (radio edit)
7. Boyfriend WaWa Remix (radio edit)

## Hitnotering
| Boyfriend in de Nederlandse Top 40 - binnen: 6 december 2008 | Boyfriend in de Nederlandse Top 40 - binnen: 6 december 2008 | Boyfriend in de Nederlandse Top 40 - binnen: 6 december 2008 | Boyfriend in de Nederlandse Top 40 - binnen: 6 december 2008 | Boyfriend in de Nederlandse Top 40 - binnen: 6 december 2008 | Boyfriend in de Nederlandse Top 40 - binnen: 6 december 2008 | Boyfriend in de Nederlandse Top 40 - binnen: 6 december 2008 | Boyfriend in de Nederlandse Top 40 - binnen: 6 december 2008 | Boyfriend in de Nederlandse Top 40 - binnen: 6 december 2008 | Boyfriend in de Nederlandse Top 40 - binnen: 6 december 2008 | Boyfriend in de Nederlandse Top 40 - binnen: 6 december 2008 |
| Week                                                         | 1                                                            | 2                                                            | 3                                                            | 4                                                            | 5                                                            | 6                                                            | 7                                                            | 8                                                            | 9                                                            |                                                              |
| ------------------------------------------------------------ | ------------------------------------------------------------ | ------------------------------------------------------------ | ------------------------------------------------------------ | ------------------------------------------------------------ | ------------------------------------------------------------ | ------------------------------------------------------------ | ------------------------------------------------------------ | ------------------------------------------------------------ | ------------------------------------------------------------ | ------------------------------------------------------------ |
| Nummer                                                       | 29                                                           | 23                                                           | 18                                                           | 15                                                           | 12                                                           | 13                                                           | 14                                                           | 24                                                           | 40                                                           | uit                                                          |